# Championnat de Malte de football 1933-1934
Navigation
Saison précédente Saison suivante
La saison 1933-1934 de First Division Maltaise est la vingt-troisième édition de la première division maltaise.
Lors de cette saison, le Sliema Wanderers FC a conservé son titre de champion face au   meilleur club maltais lors d'une série de matchs se déroulant sur toute l'année.
Les deux clubs participants au championnat ont été confrontés à quatre reprises l'un à l'autre.
Le Sliema Wanderers FC a été sacré champion de Malte pour la septième fois.

## Les deux clubs participants
| Club                | Stade             | Capacité | Ville  |
| ------------------- | ----------------- | -------- | ------ |
| Paola Hibernians FC | Hibernians Ground | 8 000    | Paola  |
| Sliema Wanderers FC | Guze Fava Ground  | 4 000    | Sliema |

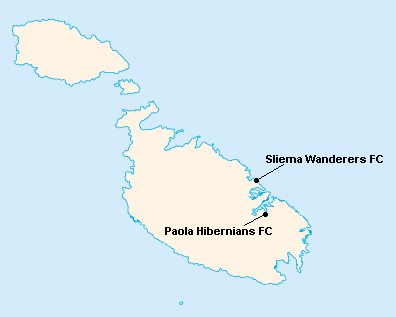
Localisation des clubs engagés dans le championnat.

L'île de Malte étant relativement petite, les clubs évoluent tous au stade National Ta'Qali (17 400 places). Certains cependant ont leur propre enceinte qu'ils peuvent éventuellement utiliser.

## Compétition

### Classement
| Rang | Équipe                  | Pts | J | G | N | P | Bp | Bc | Diff |
| ---- | ----------------------- | --- | - | - | - | - | -- | -- | ---- |
| 1    | Sliema Wanderers FC (T) | 5   | 4 | 2 | 1 | 1 | 6  | 4  | +2   |
| 2    | Paola Hibernians FC     | 3   | 4 | 1 | 1 | 2 | 4  | 6  | -2   |

| Légende : Qualifications et relégations | Légende : Qualifications et relégations |
| --------------------------------------- | --------------------------------------- |
|                                         | (T) : Tenant du titre 1932-1933         |

## Bilan de la saison
| Tableau d'Honneur       |                     |
| Compétition             | Vainqueur           |
| First Division Maltaise | Sliema Wanderers FC |

| Promotions et relégations            |                                                                     |
| Relégués en Second Division Maltaise | Aucun                                                               |
| Promus de Second Division Maltaise   | Floriana FC Sliema Rangers St. George's FC Marsa FC Hamrun Spartans |